# Lucas Buit
Lucas Buit, né le 18 juillet 1967, est un joueur de squash représentant les Pays-Bas. Il atteint la 38e place mondiale sur le circuit international, son meilleur classement. Il est champion des Pays-Bas à 9 reprises. Après l'arrêt de sa carrière de joueur, il devient entraîneur de l'équipe nationale.

## Palmarès

### Titres
- Championnats des Pays-Bas : 9 titres (1992, 1994−2000, 2002)

### Finales
- Championnats d'Europe par équipes : 2007